# … reitet für Deutschland
… reitet für Deutschland ist ein 1940/41 gedrehtes Sportlerdrama mit nationalistischen, antidemokratischen und antisemitischen Untertönen. Mit der Hauptrolle des Rittmeisters von Brenken spielte Willy Birgel die bekannteste Rolle seiner gesamten Filmkarriere. Der Film wurde am 11. April 1941 in Hannover uraufgeführt. Die Berliner Erstaufführung fand am 30. Mai 1941 statt. Der Film wurde für die Jugend freigegeben.

## Handlung
November 1918, Deutschland steht gegen Ende des Ersten Weltkriegs am Rande einer militärischen Niederlage. In endlosen Langstreckenritten versuchen deutsche Kavalleristen, aus dem Osten zur deutschen Grenze zurückzugelangen. Der ausgezeichnete Reiter Rittmeister von Brenken erhält den Auftrag, zu einer Division durchzustoßen, um von dort Hilfe für die von polnischen Freischärlern eingeschlossene Brigade anzufordern. Dabei trifft ihn eine polnische Kugel, sein Pferd Harro und er stürzen beim Ritt über morastigen Untergrund. Stundenlang liegt der schwere Pferdekörper auf ihm und drückt Brenken in den Matsch. Schwer verletzt kann er jedoch von einem deutschen Posten befreit und gerettet werden.
Von Brenken muss die folgenden Monate in einer Klinik verbringen und ist zunächst weitgehend gelähmt. Verbissen kämpft er sich ins Leben zurück. Der Rittmeister kehrt im Rollstuhl auf sein Gut Alt-Mellin heim und trifft dort einen alten Schulfreund wieder, den Deutsch-Afrikaner Olav Kolrep. Bald lernt Brenken auch Kolreps Schwester Tomasia, von allen nur Toms genannt, kennen, die erstmals auf dem Gut erscheint, um Brenkens Tante Ulle die Aufwartung zu machen. Sie beginnt sich für von Brenken zu interessieren.
Als Unteroffizier Marten eines Tages Brenkens Pferd Harro zum Gut zurückbringt, ist von Brenkens Lebenswille endgültig neu erwacht. Er nimmt sich fest vor, die Lähmung zu überwinden und in Turnieren zum Ruhme seines Vaterland zu reiten. Während Brenken Stunde um Stunde trainiert, versuchen derweil Kriegsgewinnler und Spekulanten der Weimarer Republik, sich sein Gut unter den Nagel zu reißen. Kolrep hilft seinem alten Freund so gut er kann. Schließlich gelingt es ihm, den Termin zur Versteigerung von Alt-Mellin zu verschieben.
In Genf hat der Große Preis von Europa begonnen. Als Rittmeister von Brenken mit Harro an den Start geht, empfängt ihn von den Rängen eisiges Schweigen. Wenig später ertönt auf ein Zeichen hin schreckliches Gejohle und Gebuhe. Doch Brenken lässt sich nicht beirren und legt mit Harro einen fehlerfreien Ritt hin. Schließlich ist nur noch der italienische Reiter Capitano Vagliasindi mit im Rennen. Beim letzten Durchgang macht dessen Pferd acht Fehlerpunkte, dann reitet von Brenken auf Harro für Deutschland. Er passiert den Parcours auch diesmal fehlerfrei, und erstmals ertönt für ihn von den Rängen Jubel. Der heimlich mitgereisten Toms rinnen die Tränen herunter.
„Die ersten Takte des Deutschland-Liedes ertönen, Brenken zieht seine Mütze. Unbeweglich, wie ein ehernes Standbild deutscher Kraft und Größe, stehen Roß und Reiter vor diesem internationalen Forum. Rittmeister von Brenken ritt und siegte für Deutschland!“

## Produktionsnotizen
Die Vorlage dieser UFA-Produktion war Clemens Laars gleichnamige Biografie über Carl-Friedrich von Langen, Reiter und Olympiasieger von 1928. Die Dreharbeiten begannen am 20. August 1940, am 5. April 1941 wurde die letzte Szene fertiggestellt. Drehorte waren Graudenz, Görlsdorf bei Angermünde, Schwedt und Meran. Die Filmbauten entwarfen Otto Hunte und Karl Vollbrecht, die Ausführung übernahm Herbert Nitzschke.
Nachdem er unmittelbar vor Ende der Dreharbeiten am 4. April 1941 die Zensur passiert hatte, erhielt der Film die NS-Prädikate „Staatspolitisch wertvoll“ und „jugendwert“. Er ist die bekannteste Produktion Willy Birgels und brachte jenem im NS-Staat den ironischen Beinamen „Herrenreiter des deutschen Films“ ein.
Noch während des Zweiten Weltkriegs, 1941 respektive 1942, lief der Film auch in Schweden und Finnland an. Mit einem Einspielergebnis von 5 Millionen Reichsmark zählte … reitet für Deutschland zu den kommerziell erfolgreichsten Filmen der NS-Zeit.
Kurz nach Kriegsende, im Juni 1945, wurde gemäß der Entscheidung der alliierten Militärregierungen die Vorführung des Films in Deutschland verboten. 1952 gelangte … reitet für Deutschland erneut in die (bundes)deutschen Kinos, jedoch um antisemitische und einige nationalistische Passagen gekürzt.

## Kritik
Die zeitgenössische Filmwelt würdigte in ihrer Besprechung eine der später gekürzten, antisemitischen Szenen: „Kleine Kabinettstückchen komischer Darstellung bieten Willi Rose, Paul Dahlke, Rudolf Schündler und vor allem Herbert Hübner als Turfjude und Walter Lieck als Pferdehändler.“
Das große Personenlexikon des Films urteilte über den Film: „Besonders … reitet für Deutschland, ein nationalistisches, pathetisches Epos, das alle nazistischen Vorurteile über die Weimarer Republik – von der Dolchstoßlegende über angebliches jüdisches Spekulanten- und Kriegsgewinnlertum … – kolportierte, brachte Rabenalt den Ruf ein, ein willfähriger NS-Sympathisant zu sein“.
In Reclams Filmführer heißt es: „Die zweifellos bemerkenswerte sportliche Leistung des Freiherrn von Langen wird hier in den Dienst nationalsozialistischer Propaganda gestellt, obwohl das Wort Nationalsozialismus nicht einmal fällt.“ Doch „die Weimarer Republik wird als Tummelplatz schäbiger Spekulanten gezeichnet, die von Juden beherrscht und dirigiert werden; und vor diesem düsteren Hintergrund erscheint um so strahlender die Führergestalt des einsamen und nie verzagenden Reiters, dem eine innere Stimme den rechten Weg weist, der gegen alle Logik und alle Erwartungen auch zum Erfolg führt.“
Das Lexikon des Internationalen Films schrieb: „Das heroische und nationalistische Sportlerdrama feiert die wiedererlangte Weltgeltung Deutschlands nach dem verlorenen Ersten Weltkrieg.“
Rabenalt selbst hielt seinen Film in seinem Buch Film im Zwielicht. Über den unpolitischen Film des 3. Reichs und die Begrenzung des totalitären Anspruchs (1958) für unpolitisch und äußerte sich dort wie folgt über die Umstände der wechselnden Bewertung:
„Der einzig von einfachen, patriotischen Empfindungen getragene Sportfilm um einen Turnierreiter, der ohne politische Absicht hergestellt war, wurde erst durch seinen Erfolg sowohl im neutralen und im besetzten Ausland wie im Inland zu einem Politikum. Die Folge war, daß der Film [‹… reitet für Deutschland›] nachträglich das Prädikat ‹staatspolitisch wertvoll› erhielt, nach dem Zusammenbruch zu den berüchtigtsten Nazi-Filmen der Schwarzen Liste gezählt wurde und dem Regisseur und seinen Hauptdarstellern zu einem fast zweijährigen Berufsverbot – diesmal von den Amerikanern – verhalf (während das mitspielende Pferd Harro von den Russen deportiert wurde). Als die emotionelle Staudruckwelle verebbt war, wurde der Film völlig harmlos und unpolitisch befunden, als einer der ersten von der alliierten Verbotsliste gestrichen und mit Erfolg zum dritten Mal wiederaufgeführt.“
Erwin Leiser, der über die oben erwähnte Szene mit Hübner urteilt, dass sie „an übler antisemitischer Karikatur nichts zu wünschen übrigläßt“, zählt … reitet für Deutschland mit Karl Ritters … Über alles in der Welt, Gustav Ucickys Heimkehr und Hans H. Zerletts Venus vor Gericht zu den Filmen des Jahres 1941, in denen Juden zwar als Gegenspieler der Helden vorkommen, aber nur mehr als ungefährliche Randfiguren und nicht, wie noch 1940, als gefährliche Untermenschen (so in Die Rothschilds, Jud Süß und Der ewige Jude).